# Trevor Philips
Trevor Philips là một nhân vật hư cấu và một trong ba nhân vật chính do người chơi điều khiển, bên cạnh Michael De Santa và Franklin Clinton, của trò chơi điện tử Grand Theft Auto V, tựa game thứ bảy của dòng trò chơi Grand Theft Auto do Rockstar Games phát triển. Hắn cũng xuất hiện trong chế độ nhiều người chơi Grand Theft Auto Online của tựa game. Là một tội phạm chuyên nghiệp đã từng cướp ngân hàng, Trevor sở hữu một tổ chức của riêng mình, Trevor Philips Enterprises, và xung đột với các băng đảng và tổ chức tội phạm đối địch trong quá trình chiếm quyền kiểm soát các hoạt động buôn bán thuốc phiện và vũ khí ở Quận Blaine, San Andreas. Trevor được thể hiện bởi nam diễn viên Steven Ogg, người đã lồng tiếng và ghi hình chuyển động cho nhân vật.
Thiết kế của Trevor được Rockstar mô phỏng theo ngoại hình của Ogg, còn tính cách của hắn được lấy cảm hứng từ Charles Bronson. Đồng tác giả kịch bản của Grand Theft Auto V Dan Houser miêu tả Trevor là một nhân vật có động cơ duy nhất là dục vọng và sự oán hận. Để khiến người chơi quan tâm đến nhân vật, các nhà thiết kế đã thêm nhiều cảm xúc vào nhân vật hơn. Trevor được thể hiện là rất quan tâm đến những người thân của mình, mặc dù có những hành vi phản xã hội và rối loạn tâm thần.
Trevor được xem là một trong những nhân vật gây nhiều tranh cãi nhất trong lịch sử các trò chơi điện tử. Nhìn chung nhân vật này được giới phê bình đánh giá tích cực, tuy nhiên một số nhà phê bình cũng cảm thấy tính cách và các hành vi bạo lực của hẳn ảnh hưởng tiêu cực đến cốt truyện của trò chơi. Thiết kế và tính cách của hắn đã được so sánh với một số nhân vật trò chơi điện tử và phim ảnh khác. Nhiều nhà phê bình coi Trevor là một nhân vật chân thực, và cho rằng hắn là một trong số ít nhân vật chính trong dòng trò chơi Grand Theft Auto thật sự sẵn sàng thực hiện những hành động người chơi hay làm, như giết người và bạo lực.